# Marcus Calpurnius Bibulus
Marcus Calpurnius Bibulus (asi 102 př. n. l. – 48 př. n. l.) byl politik a vojevůdce antické Římské republiky, příslušník strany optimátů. Pocházel z významného plebejského rodu Calpurniů, oženil se s Porcií, dcerou Catona mladšího, s nímž sdílel konzervativní názory založené na tradičních představách o správě společnosti (mos maiorum). V roce 65 př. n. l. zastával spolu s Juliem Caesarem úřad aedila a v roce 62 př. n. l. praetora, v té době začala jejich vzájemná rivalita. V roce 59 př. n. l. byli Bibulus a Caesar zvoleni konzuly, v té době však Caesar uzavřel triumvirát s Pompeiem a Crassem, což mu umožnilo převzít faktické rozhodování. Když Bibulus vystoupil proti Caesarovu návrhu pozemkové reformy, byl násilím vyhnán ze shromáždění a senátoři se ho neodvážili zastat, na zbytek funkčního období se uchýlil do ústraní. Proto se místo náležitého výrazu „za konzulátu Caesara a Bibula“ začalo v Římě říkat „za konzulátu Caesara a Julia“.
V roce 51 př. n. l. byl Bibulus jmenován místodržitelem Sýrie, kde spolu s Longinem bojovali proti Parthům. Po vypuknutí občanské války podpořil Pompeia proti Caesarovi a obsadil se svojí flotilou strategický ostrov Korfu, v zimě roku 48 př. n. l. však onemocněl a zemřel přirozenou smrtí ještě před bitvou u Farsálu.
Jeho syn Lucius Calpurnius Bibulus byl také syrským guvernérem a předním stoupencem Bruta.